# Roderick Green
Roderick Green (26 de abril de 1982 en Brenham, Texas) es un jugador profesional de fútbol americano juega la posición de defensive end actualmente es agente libre. Fue seleccionado por Baltimore Ravens en la quinta ronda del Draft de la NFL en 2004. De colegial jugó en Central Missouri.
También participó con San Francisco 49ers en la National Football League y California Redwoods en la United Football League.

## Estadísticas UFL
| Temporada | Año | Tkl | Ast | Tot | Sck | Yds | FF |
| --------- | --- | --- | --- | --- | --- | --- | -- |
| 2009      | CAR | 2   | 3   | 4.5 | 0.5 | 8   | 1  |